# Langeneß (île)
Pour l’article homonyme, voir Langeneß.
Langeneß est la plus grande des dix îles allemandes des Halligen située dans la mer des Wadden. Constituant, avec l'île d'Oland dont elle est séparée par un bras de mer de 1,7 km, la commune de Langeneß, cette île de 956 hectares, est longue de 10 km pour une largeur de 700 à 2,2 km. Elle abrite 16 des 17 collines artificielles, les Warften, se trouvant le territoire communal[pas clair] et compte 110 habitants.
Avant la grande onde de tempête de 1634 qui dévasta la côte de la Frise septentrionale, Langeneß et l'île voisine d'Oland formaient une seule île. L'île de Langeneß était encore constituée de trois îles différentes en 1802 : Langeneß à l'est, Butwehl au sud-est et Nordmarsch à l'ouest. En 1869 les trois îles étaient reliées entre elles à la suite de la construction de digues et du drainage naturel.
De nos jours, les îles d'Oland et Langeneß sont reliées par rail à Dagebüll, qui se trouve sur le continent, grâce un train à voie étroite (Halligbahn Dagebüll–Oland–Langeneß (de)) qui circule sur une digue.